# Allen Parish
Allen Parish är en parish (motsvarande county utanför Louisiana) i den amerikanska delstaten Louisiana. År 2010 hade den 25 764 invånare. Den administrativa huvudorten är Oberlin.

## Geografi
Enligt United States Census Bureau har countyt en total area på 1 983 km². 1 980 av den arean är land och 3 km² är vatten.  

### Angränsande countyn
- Vernon Parish - nordväst
- Rapides Parish - nordost
- Evangeline Parish - öst
- Jefferson Davis Parish - söder
- Beauregard Parish - väst

### Orter
- Elizabeth
- Kinder
- Oakdale
- Oberlin (huvudort)
- Reeves